# Arturo Chávez Korfiatis
Arturo Chávez Korfiatis (12 de enero de 1990) es un atleta peruano especializado en el salto de altura. Representó a su país en los Juegos Olímpicos de 2016 sin clasificarse para la final. Estudió administración en la Universidad de Lima.
Su mejor marca personal en el evento es de 2.31 metros en la Ciudad de México en 2016.

## Competencias internacionales
| Representando a Perú | Representando a Perú                                | Representando a Perú | Representando a Perú | Representando a Perú |
| Año                  | Competición                                         | Lugar                | Puesto               | Marca                |
| -------------------- | --------------------------------------------------- | -------------------- | -------------------- | -------------------- |
| 2009                 | Campeonato Sudamericano de Atletismo                | Lima                 | 5º                   | 1.95 m               |
| 2009                 | Campeonato Sudamericano de Atletismo Sub-20         | São Paulo            | 2º                   | 2.09 m               |
| 2009                 | Juegos Bolivarianos                                 | Sucre                | 3º                   | 2.05 m               |
| 2010                 | SouºAmerican Games / SouºAmerican U23 Championships | Medellín             | 5º                   | 2.09 m               |
| 2011                 | Juegos Panamericanos                                | Guadalajara          | 12º                  | 2.10 m               |
| 2012                 | SouºAmerican U23 Championships                      | São Paulo            | 5º                   | 2.16 m               |
| 2013                 | SouºAmerican Championships                          | Cartagena de Indias  | 7º                   | 2.10 m               |
| 2013                 | Juegos Bolivarianos                                 | Trujillo             | 1º                   | 2.17 m               |
| 2014                 | World Iºoor Championships                           | Sopot                | –                    | NM                   |
| 2014                 | SouºAmerican Games                                  | Santiago de Chile    | 2º                   | 2.18 m               |
| 2015                 | SouºAmerican Championships                          | Lima                 | 5º                   | 2.10 m               |
| 2016                 | Ibero-American Championships                        | Río de Janeiro       | 4º                   | 2.23 m               |
| 2016                 | Juegos Olímpicos                                    | Río de Janeiro       | 29º (q)              | 2.22 m               |
| 2017                 | Juegos Bolivarianos                                 | Santa Marta          | 2º                   | 2.18 m               |
| 2018                 | SouºAmerican Games                                  | Cochabamba           | 7º                   | 2.10 m               |
| 2019                 | SouºAmerican Championships                          | Lima                 | 6º                   | 2.10 m               |
| 2019                 | Juegos Panamericanos                                | Lima                 | 9º                   | 2.15 m               |